# O'Donohue c. Canada
O'Donohue c. Canada  est un arrêt de principe de la Cour d'appel de l'Ontario rendu en 2005 concernant la constitutionnalité de l'obligation pour le titulaire  de la monarchie canadienne d'être de religion protestante conformément à l'Act of Settlement de 1701.

## Les faits

### Contexte constitutionnel
Au moment d'intenter la poursuite, le chef d'État du Canada est Elizabeth II, reine du Canada. Le poste est juridiquement distinct de la reine du Royaume-Uni, bien qu'incarnée par la même personne. En tant qu'État souverain, le Canada est libre de modifier ses propres lois, mais sa Constitution comprend le Statut de Westminster de 1931, qui établit la convention selon laquelle tous les royaumes du Commonwealth doivent avoir des ordres de succession correspondantes au trône, afin de maintenir l'unité de la Couronne. Ainsi, la loi constitutionnelle qui régit principalement l'ordre de succession au trône, l’Act of Settlement de 1701, doit rester identique à la même loi dans les autres monarchies, y compris le Royaume-Uni. L'Act of Settlement, à son tour, interdit aux catholiques de devenir roi ou reine du Canada

### Demande en justice de Tony O'Donohue
Une demande en justice est déposée par Tony O'Donohue, ingénieur civil, ancien conseiller municipal de Toronto et membre de Citoyens et citoyennes pour une République canadienne, après plus de deux décennies de tentatives de réforme de la succession monarchique au moyen d'un amendement constitutionnel. Le demandeur veut obtenir un jugement déclaratoire à l'effet que certaines dispositions de l'Act of Settlement 1701 violent l'article 15 de la Charte canadienne des droits et libertés sur le droit à l'égalité.
O'Donohue a soutenu que l'Act of Settlement est discriminatoire et a tenté de la faire invalider. En tant que pays souverain, le Canada, a-t-on soutenu, devrait être libre de modifier les lois concernant qui devient le chef d'État du pays. Le dossier de la Cour (N° : 01-CV-217147CM) indiquait comme suit :

« [TRADUCTION] Le demandeur. Tony O'Donohue, présente la présente demande de déclaration à l'effet que certaines dispositions de l'Act of Settlement, 1710, sont inopérantes car elles sont discriminatoires à l'égard des catholiques romains en violation des dispositions d'égalité de la Charte canadienne des droits et libertés. Conformément à l'ordonnance du juge Spiegel datée du 29 mai 2002, seules les questions d'intérêt à agir et de justiciabilité doivent être traitées à ce stade. Si j'accorde au demandeur la qualité pour agir et le déclare justiciable, l'affaire sera entendue sur le fond; sinon, la demande sera radiée. »

## Jugement de la Cour supérieure de justice de l'Ontario
Le 26 juin 2003, la Cour supérieure de justice de l'Ontario a statué en faveur des intimés, qui ont été nommés Sa Majesté la Reine du chef du Canada, Sa Majesté la Reine du chef de l'Ontario. 

## Motifs du jugement de la Cour supérieure
Les motifs du jugement sont aux paragraphes 36 à 39 de la décision :

« [TRADUCTION] [36] « Les positions contestées de l'Act of Settlement font partie intégrante des règles de succession qui régissent le choix du monarque de la Grande-Bretagne. En vertu de notre structure constitutionnelle selon laquelle le Canada est uni sous la Couronne de la Grande-Bretagne, les mêmes règles de succession doivent s'appliquer pour la sélection du roi ou de la reine du Canada et du roi ou de la reine de Grande-Bretagne. Comme l'a déclaré le premier ministre St-Laurent à la Chambre des communes lors du débat sur le projet de loi modifiant le titre royal :
"Sa Majesté est maintenant reine du Canada mais elle est reine du Canada parce qu'elle est reine du Royaume-Uni... Ce n'est pas une fonction distincte... c'est le souverain qui est reconnu comme le souverain du Royaume-Uni qui est notre Souverain" Hansard. 3 février 1953, page 1566."
[37] Ces règles de succession, et l'exigence qu'elles soient les mêmes que celles de la Grande-Bretagne, sont nécessaires au bon fonctionnement de notre monarchie constitutionnelle et, par conséquent, les règles ne sont pas soumises à l'examen de la Charte.
[38] En l'espèce, il est demandé au tribunal d'appliquer la Charte non pas pour se prononcer sur la validité des actes ou des décisions de la Couronne, l'une des branches de notre gouvernement, mais plutôt pour perturber le cœur du fonctionnement de la monarchie, à savoir les règles par lesquelles la succession est déterminée. Faire cela rendrait le principe constitutionnel de l'Union sous la Couronne britannique avec d'autres pays du Commonwealth inapplicable, irait à l'encontre d'une intention manifeste exprimée dans le préambule de notre Constitution, et les tribunaux outrepasseraient leur rôle dans notre structure démocratique.
[39] En conclusion, le recours invoqué dans la présente demande n'est pas justiciable et il n'y a aucune question sérieuse à trancher. La qualité pour agir dans l'intérêt public ne devrait pas être accordée. Compte tenu de ma décision sur ces questions, je n'ai pas à traiter des autres considérations qui s'appliquent à l'octroi de la qualité pour agir dans l'intérêt public. La demande est rejetée. »

## Jugement de la Cour d'appel
Dans un jugement rendu en 2005, la Cour d'appel de l'Ontario confirme la décision de la Cour supérieure de justice.